# Mata Atlântica

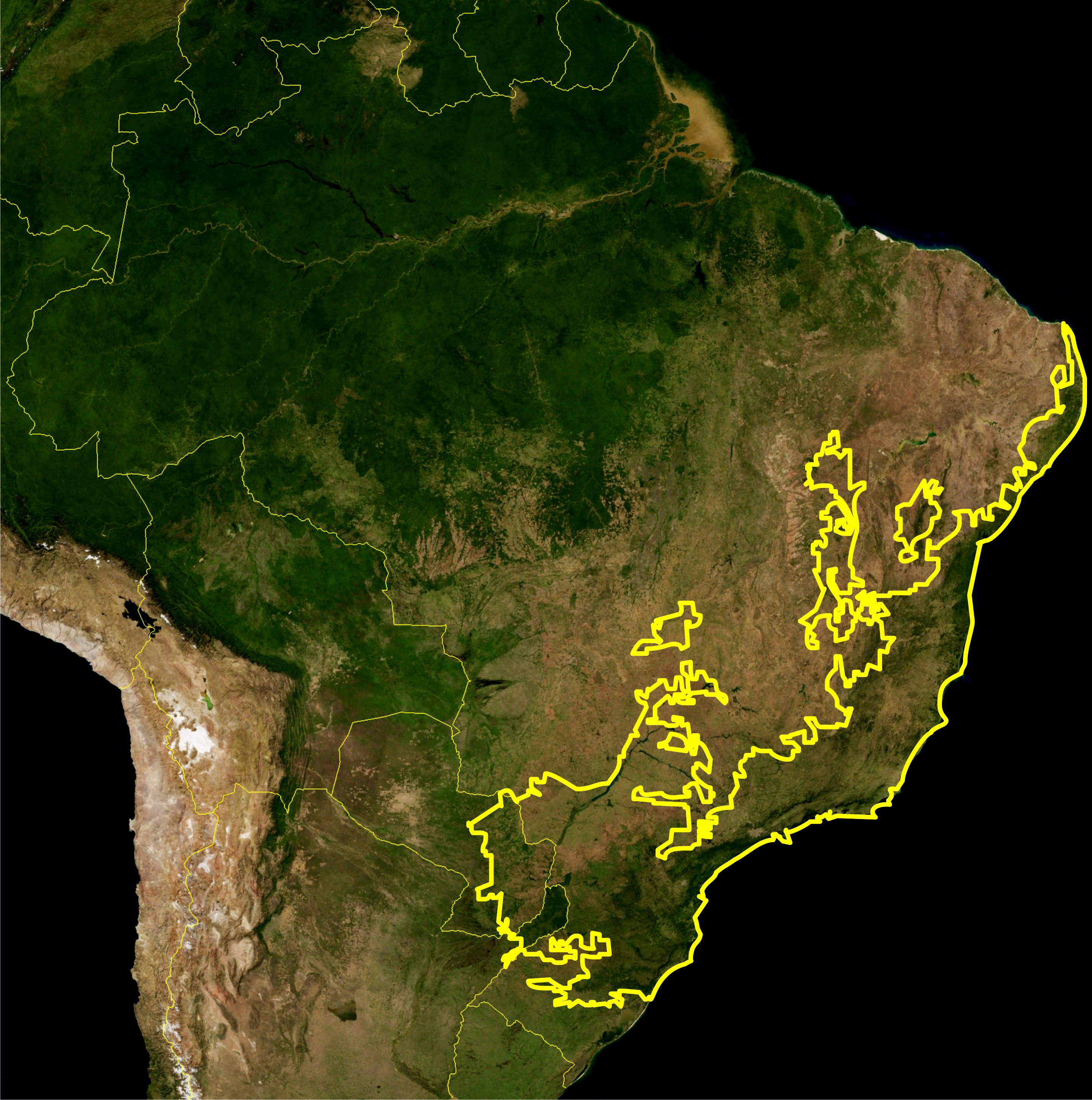
Zasięg ekoregionu Mata Atlântica

Mata Atlântica (z port. las atlantycki) – wąski obszar bujnych lasów na południowo-wschodnim atlantyckim pobrzeżu Brazylii oraz północnej Argentyny, sięgający w głąb lądu do południowo-wschodniego Paragwaju. Uznany za ekoregion przez WWF, objęty ochroną UNESCO jako rezerwat biosfery. Przyległym do niego ekoregionem jest Cerrado. Mata Atlântica pokrywa 1 234 000 km².
W lesie atlantyckim występuje około 20 000 gatunków roślin (ok. 8% całkowitej liczby gatunków); w latach 90. XX w. stwierdzono średnio 458 gatunków drzew na 2,5 akra. Obszar zróżnicowany pod względem flory, zwłaszcza paproci, mchów i epifitów. W części górzystej najwyższym punktem jest Agulhas Negras. Według BirdLife International, obszar górski jest zniszczony w stopniu umiarkowanym i dobrze poznany, zaś obszary nizinne niedokładnie poznane i poważnie zdegradowane.

## Fauna
Lasy atlantyckie zamieszkuje około 2200 gatunków ssaków, ptaków (w tym około 200 endemicznych), gadów i płazów; z tych ostatnich 92% gatunków to endemity. Ze ssaków występują na przykład małpy marmozeta złotogłowa (Leontopithecus chrysomelas), marmozeta czarnolica (L. caissara), marmozeta lwia (L. rosalia) i marmozeta czarna (L. chrysopygus) oraz muriki szary (Brachyteles arachnoides), z innych np. leniwiec grzywiasty (Bradypus torquatus).

### Awifauna
BirdLife International wyróżnia na obszarze lasów atlantyckich dwie ostoje Endemic Bird Area, w których zawierają się liczne ostoje ptaków IBA. Do gatunków endemicznych dla obszaru EBA „Atlantic forest lowland” należą m.in. przedstawiciele monotypowych rodzajów – papuga malachitka (Triclaria malachitacea), piłodziobek (Ramphodon naevius), złotopiór trójpalczasty (Jacamaralcyon tridactyla), koralonóżek (Acrobatornis fonsecai), terkotnik (Clibanornis dendrocolaptoides), cieślik (Cichlocolaptes leucophrus), śliniacznik (Biatas nigropectus), kropiatek (Psilorhamphus guttatus), dwa gatunki z rodzaju Merulaxis i bławatniczek (Calyptura cristata). W części górzystej – mniej zdegradowanej – większość endemitów to ptaki leśne, z wyjątkiem trzęsiogona długosternego (Cinclodes pabsti), zamieszkującego skalistą sawannę, oraz ziarnojadka czarnobrzuchego (Sporophila melanogaster), preferującego zakrzewienia i mokradła. Jedynie kilka gatunków ograniczonych jest do wyższych partii gór i są to koszykarz płowy (Asthenes moreirae), kosowiec mniejszy (Tijuca condita), kosowiec większy (T. atra), leśnica rudosterna (Drymophila genei) i tyrańczyk białooki (Phylloscartes difficilis).